# Kobra and the Lotus
Kobra and the Lotus est un groupe de heavy metal canadien, originaire de Calgary, en Alberta. Formé en 2009 par la chanteuse-compositrice canadienne Kobra Paige,, le style musical du groupe est souvent désigné comme classique, style NWOBHM, et est comparé à des groupes comme Iron Maiden, Dio, ou Iced Earth.

## Biographie

### Débuts etOut of the Pit(2008–2011)
Fin 2008, Kobra and the Lotus est formé par la chanteuse classique Kobra Paige, avec les guitaristes Matt Van Wezel et Chris Swenson. Le trio commence à enregistrer les premiers morceaux à Calgary, initialement produits par un musicien de Toronto, Greg « Goddo » Godovitz. Au trio s'adjoint le batteur Griffin Kissack, au milieu de l'enregistrement de leur album indépendant Out of the Pit. Kobra and the Lotus poste la bande enregistrée en studio sur son MySpace, à l'été 2009, et est contacté par Metal Hammer, pour mettre Kobra Paige dans le calendrier Metal Hammer Maidens 2010, avec Simone Simons, de Epica, et Cristina Scabbia de Lacuna Coil.
Le groupe enregistre donc son premier album, Out of the Pit, à Calgary au début de 2009. Durant le mixage de l'album, au Metalworks Studios, à Toronto, Greg invite un vieil ami, Rik Emmett, pour enregistrer un solo de guitare, pour la seule reprise sur cet album qui est le fameux Ace of Spades de Motörhead. Après la première tournée canadienne de 2009, le registre vocal de Paige change tellement que le groupe demande à Kevin Shirley de réenregistrer la voix et de remixer tout l'album. Le remix est si différent que de nombreuses personnes croient que le groupe s'est trouvé une nouvelle chanteuse,. L'album sort pendant le Canadian Music Week, de 2010, chez Sonic Unyon Distribution et Code 7 Distribution. Le producteur Nick Blagona (Deep Purple) réenregistre la voix et remixe le dernier titre de l'album, Legend.
Kobra and the Lotus sort cet album (Out of the Pit) en mars 2010, au Canada, chez Sonic Unyon Distribution et, au Royaume-Uni, chez Code 7 Distribution. L'album est un succès populaire sur les radios des campus canadiens,, et sur de très nombreuses radios metal américaines,. Après une tournée intensive canadienne en 2010, le groupe se sépare du guitariste Matt Van Wezel et du bassiste Ben Freud. Kobra et le Lotus tient une audition et ces musiciens sont remplacés, en 2011, par Peter Dimov, à la basse, et Tim Brown, à la guitare, juste avant leur tournée estivale européenne de 2011. La tournée 2010 a également un effet majeur sur la voix de Paige. L'évolution vocale est très différente entre les vidéos Cynical Wasteland, du premier album, et Welcome to my Funeral, du premier album sous le label Simmons/Universal.

### Kobra and the Lotus(2011–2012)
Le groupe enregistre son deuxième album de février à avril 2011, Kobra and the Lotus, avec le producteur Julius Butty, et part, ensuite, en Europe, pour une tournée d'été au Royaume-Uni. La manager du groupe, Susan Bullen, est en contact avec plusieurs labels, pour le nouvel album, dont Mark Spicoluk, de Universal Music Group. Elle lui fait écouter quelques démo de ce nouvel album. Mark pense que Gene Simmons peut être intéressé et, plus tard dans la semaine, Gene Simmons appelle directement la manager, disant qu'il y a de fortes chances pour qu'il signe Kobra and the Lotus chez Simmons/Universal.
Après la tournée, le groupe retourne en studio, en janvier et février 2012, avec le producteur canadien Kevin Churko, pour enregistrer quatre titres de plus. Kevin, producteur exécutif, remixe et remasterise l'album entier. Chris Swenson quitte le groupe après un petit concert de fin de sessions de studio. Il est remplacé par le guitariste Jasio Kulakowski. L'album, éponyme, sort en août 2012, au Royaume-Uni et en Europe chez Spinefarm Records, et dans 138 autres pays, chez Universal Music Group. Kobra and the Lotus se produit aux Sonisphere Festival, Download Festival, Rock am Ring and Rock im Park, Nova Rock Festival, Metaltown Festival, Hellfest (2012), Graspop Metal Meeting, Gods of Metal, et au Bloodstock Open Air. Il joue aux côtés de Judas Priest, Black Label Society, Slash, 3 Inches of Blood, Primal Fear, Stratovarius, Praying Mantis, Demon Hunter, et Amanda Somerville.

### High Piestess(2013–2014)

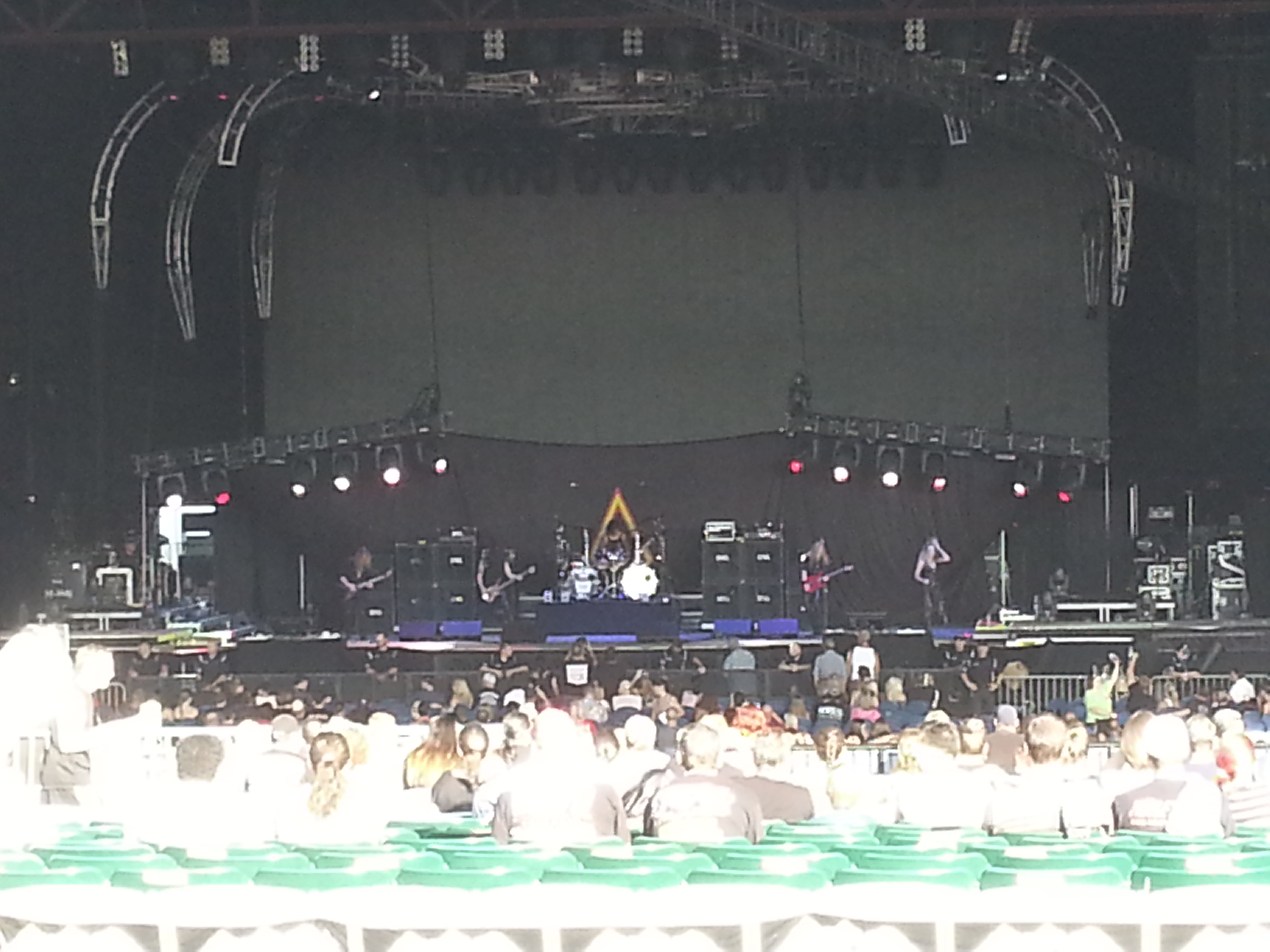
Kobra and the Lotus en 2014.

Le groupe change de label pour Titan Music and Entertainment pour un nouvel album de 14 chansons intitulé High Priestess avec le producteur Johnny K. High Priestess atteint la quatrième place des classements CMJ Loud Rock Radio aux États-Unis. Il est publié le 24 juillet 2014 à l'international et bien accueilli par la presse spécialisée. Le groupe tourne en soutien à ce nouvel album en Amérique du Nord avec KISS et Def Leppard en été 2014.

### Words of the Prophets(depuis 2015)
Après leur tournée avec Kiss et Def Leppard, et les Metal Allstars, Kobra Paige apprend qu'elle souffre de la Maladie de Lyme et fait une pause de huit mois. Pour regagner leur momentum, Paige réunit son groupe avec Johnny K, pour reprendre des chansons rock sur lesquelles ils ont grandi. Words of the Prophets est publié le 28 août 2015 à l'international. L'EP contient des reprises d'Alannah Myles, Triumph, Bachman-Turner Overdrive, April Wine, et Rush,. Le groupe tourne en soutien du nouvel EP en Europe avec Kamelot et Gus G. à la fin de 2015. Un single aux côtés du guitariste Charlie Parra del Riego est publié le 31 octobre 2015. La face B est la nouvelle chanson Remember Me. Il existe deux versions de Remember Me sur la chaîne YouTube de Kobra and the Lotus.

## Membres

### Membres actuels
- Kobra Paige – chant, piano (depuis 2009)
- Jasio Kulakowski - guitare solo, guitare rythmique (depuis 2012)
- Brad Kennedy - guitare basse (depuis 2013)
- Jake Dreyer - guitare solo, guitare rythmique
- Lord Marcus Lee - batterie

### Anciens membres
- Lord Griffin Kissack – batterie (2009–2014)
- Pete Z Dimov - basse (2011-2013)
- Timothy Vega - guitare solo, guitare rythmique (2011-2012)
- Chris Swenson – guitare rythmique, (2009–2012)
- Ben Freud – basse (2009–2010)
- Matt Van Wezel – guitare solo (2009–2010)

### Musiciens en tournée et studio
- Alexander Carlegård - guitare (2013)
- Charlie Parra del Riego – guitare solo, guitare rythmique (2012–2013)
- Bryan Buss - guitare solo, guitare rythmique (2010-2011)
- Patrick Lawty - guitare (2010-2011)
- Bones Elias - batterie (2014-2015)

## Discographie

### Albums studio
- 2010 : Out of the Pit
- 2012 : Kobra and the Lotus
- 2014 : High Priestess
- 2017 : Prevail I
- 2018 : Prevail II
- 2019 : Evolution

### EPs
- 2015 : Words of the Prophets[36]

### Singles
- 2009 : Here Comes Silverbells!!
- 2015 : Zombie
- 2015 : Remember Me

### Clips
- Ace of Spades, avec Rik Emmett, de Triumph.
- Snake Pit, réalisé par Tessa Bullen, de Dirty Quinn Productions.
- Cynical Wasteland, réalisé par Elvis Prusic, est dans la playlist de Much Music et MuchLOUD[37], en mai 2010, et sur AUX, en juin 2010.
- Ride Like Sugar, réalisé par Britt Delara, de The Field.
- Welcome to my Funeral, réalisé par Britt Delara, est un "story line" de la démo de leur nouveau titre[38], se vend bien en Europe[39],[40] et au Canada.
- Forever One, live de leur hymne [41],[42].
- 50 Shades of Evil, sorti le 23 octobre 2012.
- Soldiers
- I Am I Am
- Black Velvet